# Douar
Pour les articles ayant des titres homophones, voir Doire, Douard et Douarre.
Cet article possède un paronyme, voir 1 Douar.

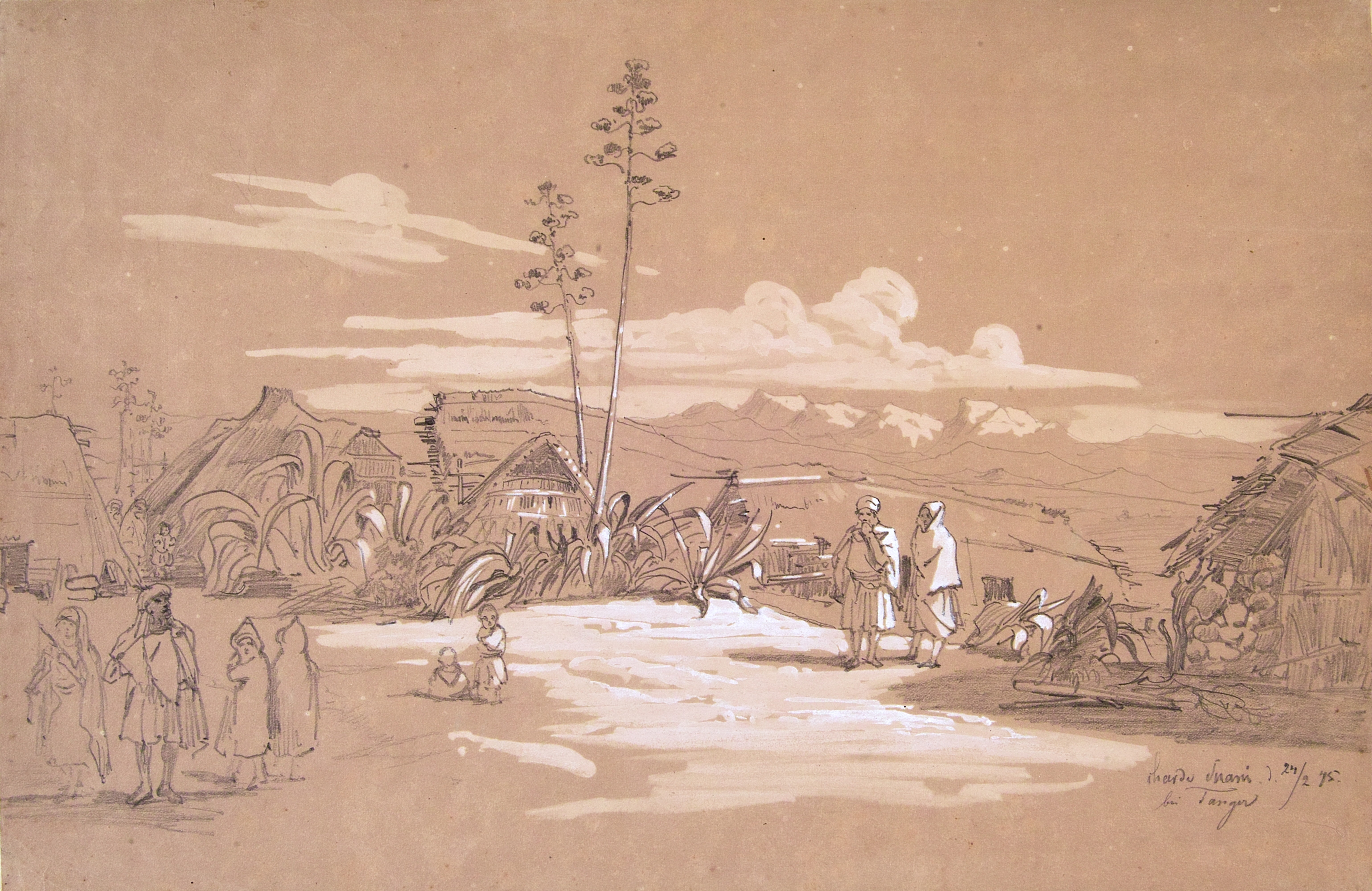
Un douar marocain près de Tanger en 1845.

Un douar, en Afrique du Nord et particulièrement au Maghreb, est d'abord un « groupement d'habitations, fixe ou mobile, temporaire ou permanent, réunissant des individus liés par une parenté fondée sur une ascendance commune en ligne paternelle ». Par extension, c'est une « division administrative de base, […] fraction territoriale de la commune ».
Historiquement, un douar est un type de campement nomade qui, disposé en cercle, permettait de remiser les troupeaux dans l'espace laissé libre au centre de celui-ci.

## Étymologie
Le terme français « douar » est emprunté à l'arabe maghrébin duwwār ((ar) دُوّارْ) ou dawwār qui, au XVIIe siècle, désignait un « campement de tentes en cercle » ou, plus précisément, un « groupe de tentes disposées en cercle autour du troupeau, qui reste au centre ».
La graphie adouar, attestée par Jean Mocquet en 1617 apparentée à l'espagnol aduar, attesté, lui, au XVe siècle,.

## Maroc
De nos jours, au Maroc, le terme « douar » désigne un « petit village [ou] un groupement d'habitations rurales » qui comporte de 50 à 400 foyers, avec un habitat plus dispersé en plaine qu'en montagne. Il constitue couramment l'unité de base de la commune rurale, mais les douars ne sont pas intégrés dans le codage géographique officiel et, d'un service administratif à l'autre, la liste et les noms des douars peuvent changer.
Cette situation a changé avec le recensement de 2014, dont les données sont publiées aussi au niveau de douar.
Dans les grandes villes marocaines, le douar correspond au bidonville, comme les douars du quartier Lamkansa à Casablanca. Ceux-ci ayant fait l'objet d'une intégration, à la suite de la mise aux normes de l'infrastructure et des normes d'habitation. Dans le cadre du programme « Ville sans bidonvilles » lancé le 24 juillet 2004, ce quartier constitué de différents bidonvilles ou douars, passe sous l'administration de la ville de Casablanca.

## Algérie

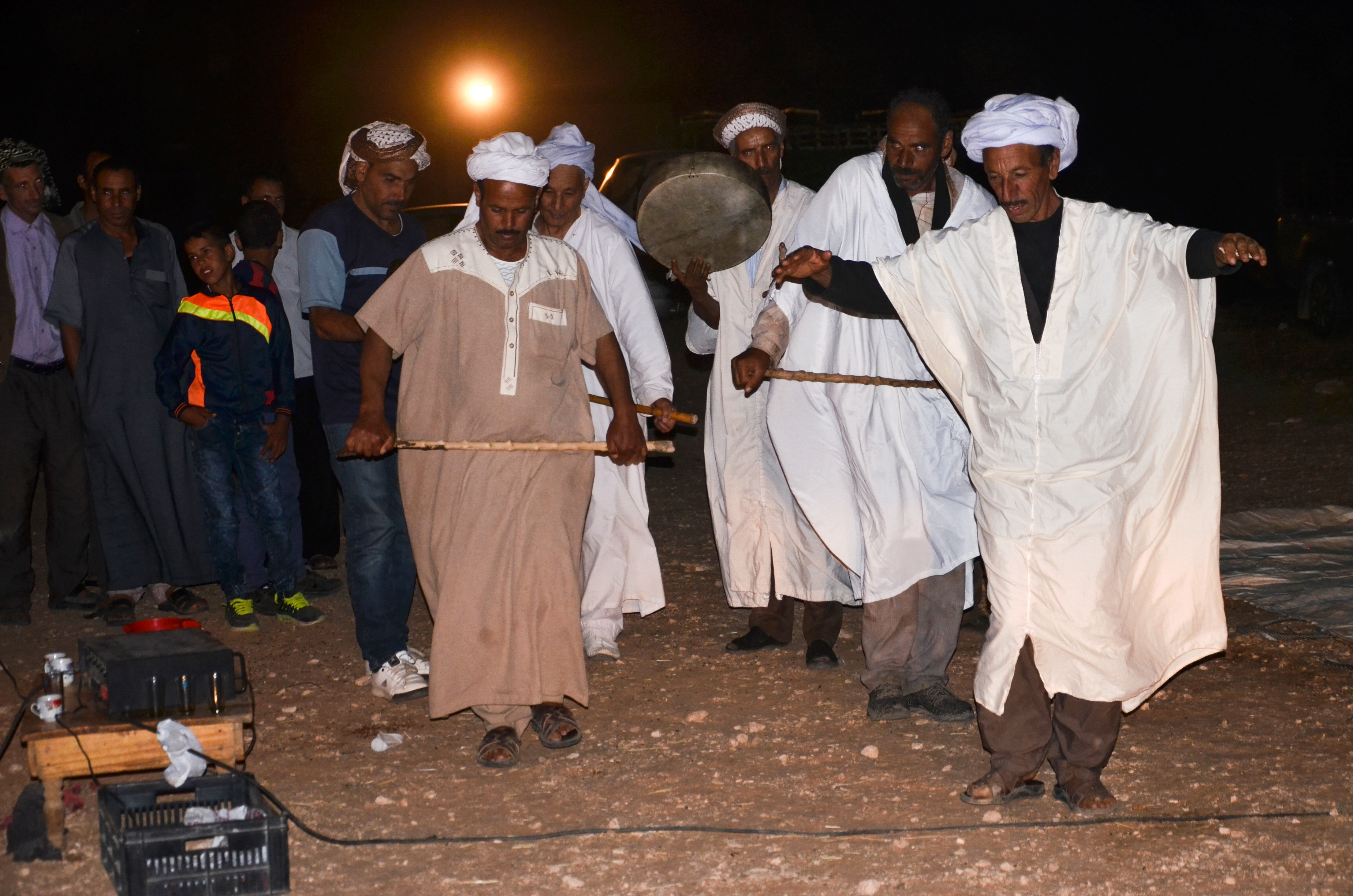
Fête au douar (Algérie).

En Algérie le terme de douar désigne une commune ou un village en milieu rural de moins de 400 habitants, la plupart du temps ces zones se situent en plaine ou alors en montagne.
Dans l'Algérie sous administration française, le douar était une division administrative rurale, notamment de la commune mixte, ayant une représentation spéciale permanente, la djemaâ, et regroupant à l'origine une tribu, ou une fraction de tribu.
Aujourd'hui il existe des douars qui ne sont pas recensés géographiquement en Algérie.